# Baki Ákos
Baki Ákos (Zalaegerszeg, 1994. augusztus 24. –) magyar labdarúgó, a Budapest Honvéd hátvédje.

## Pályafutása

### Klubcsapatokban
Pályafutását szülővárosában, Zalaegerszegen kezdte. 2009-ben a Sándor Károly Labdarúgó Akadémia U15-ös csapatában folytatta a labdarúgást. Végigjárta a korosztályos csapatokat, majd 2012 augusztusában bemutatkozott az MTK második csapatában, az NB III Mátra csoportjában, majd 2013-ban az első osztályban. Ugyanebben az évben a Swansea-nél járt próbajátékon, azonban az átigazolás nem jött létre. Az MTK hivatalos honlapján 2021. augusztus 31-én jelentették be, hogy Baki távozik a klubtól és a szintén NB I-ben szereplő Mezőkövesdhez szerződik. A téli átigazolásai időszakban távozott klubtól és visszatért az MTK-hoz, ahol a harmadosztályú csapat játékosa lett. Baki saját kérésére tért vissza a fővárosba, ahol jelenlegi edzői korábbi csapattársai.

### A válogatottban
Az U21-es válogatottban egyszer lépett pályára 2015. március 26-án a Skócia elleni barátságos mérkőzésen. 2016-ban Bernd Storck, akkori szövetségi kapitánytól behívót kapott a felnőtt válogatott összetartására, de azon sérülés miatt nem tudott részt venni.

## Sikerei, díjai
Nyíregyháza
 NB II bajnok (1) : 2023–24